# Tetrakosan
Tetrakosan (CH3(CH2)22CH3) (sumární vzorec C24H50) je uhlovodík patřící mezi alkany, má 24 uhlíkových atomů v molekule. Má celkem 14 490 245 izomerů.

## Výskyt

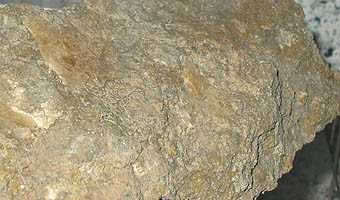
Minerál evenkit

Tento alkan se stejně jako ostatní uhlovodíky vyskytuje v ropě, kromě toho se vyskytuje v minerálu evenkitu vyskytujícím se v okolí řeky Dolní Tunguzky v Krasnojarském kraji v Rusku, který lze nalézt také na východní Moravě.